# 이규화
이규화(李圭禾, 1955년 12월 22일 ~ )는 대한민국의 성우로, 1982년 한국방송 성우극회 공채 17기로 입사했다.

## 출연 작품

### 방송
- MBC 스페셜 (MBC)
- 타임머신 (MBC)
- HD 다큐멘터리 (KBS)
- 실제상황 토요일 (SBS)
- 혼자가 아니야 (SBS)
- 공룡구출 대탐험 (KBS) - 내레이션
- 롤러코스터 (tvN)
- 차인표의 블랙박스 (KBS)
- 세상발견 유레카 (ubc)
- 톡톡 이브닝 (KBS)
- 백령도 백상아리의 미스터리 (KBS)
- KBS 스페셜 현장 재구성 서해대교 29중 추돌사고 (KBS1)
- Life, 생명의 대여정 (KBS)
- 이창섭의 인사이드 (G1)
- 이휘소의 진실 (KBS)
- 노처녀가 (MBC)
- 공개수사 실종 (KBS)
- 연예가 중계 (KBS)
- 녹색보고 - 신천 (대구MBC)
- 대산호초 (KBS)
- 리얼TV 경찰 24시 (ITV)
- 스펀지 (KBS)
- 화성인 X파일 (tvN) - 멀더
- 지금은 라디오 시대 어느 날 사랑이 (MBC)
- 마린시드 (부산MBC)
- 우리는 애국가를 불렀다 (부산MBC)
- 금세기 최고의 혜성, 아이손 (NGC)
- 코스모스 (NGC)
- 코드 - 비밀의 방 (JTBC)
- 무한도전 (MBC) - 오르페우스
- 다큐공감 159회 : 백전노장 싸움소, 해병이의 투혼 (KBS1) - 내레이션
- 부국의 조건 KBS1
- 특집 다큐 백제 의자왕 (KBS 대전)
- 다큐On 118회 : 나는 대한민국 국군 셰프다 (KBS1) - 내레이션

### 애니메이션
※전체 출연작은 외부 링크를 참조
- 고질라 (KBS) - 닉
- 꼬마유령 캐스퍼 (KBS) - 멀더 유령
- 녹색전차 해모수 (KBS) - 네로
- 드래곤볼 (VIDEO) - 야무치
- 드래곤볼Z (VIDEO) - 야무치
- 로빈 훗 (VIDEO) - 로빈 훗
- 용자특급 마이트가인 (KBS) - 가인, 마이트가인
- 무적캡틴 사우루스 (KBS) - 엘드란 / 공선생 / 기계대마왕
- 미래영웅 아이언리거 (SBS) - 마하 (매그넘 에이스)
- 범퍼킹 재퍼 (SBS) - 자마칸
- 정글북 (KBS) - 시어칸
- 베르사이유의 장미 (KBS) - 생 주스트
- 비스트 워즈 네오 (SBS) - 지라포트, 유니크론
- 사랑의 천사 웨딩피치 (SBS) - 테리 / 리모네
- 선녀전설 세레스 (애니원) - 쥬스트 (카가미)
- 스피드왕 번개 (SBS) - 줄리앙 / 기자 / 미오 조수
- 아치와 씨팍 (MOVIE) - 부국장
- 엘리먼트 헌터 (KBS)
- 올림포스 가디언 (SBS) - 오르페우스 (21화)
- 쥐라기 월드컵 (KBS) - 티코
- 천공의 에스카플로네 (SBS) - 알렌 세자르 / 레이
- 태풍의 그라운드 (SBS) - 민우
- 트랙시티 (SBS) - 미켈란젤로 / 미카엘
- 피구왕 통키 (SBS) - 민대풍
- 피터팬 (KBS) - 피터팬
- 황금로봇 골드런 (KBS) - 킹스톤 / 골드런
- 101마리 달마시안 (KBS) - 로저
- 말괄량이 앤지 (KBS) - 마이클
- 몽키삼총사 (SBS) - 켄
- 노트르담의 천사 (SBS) - 프랑소아
- 알프스의 장미 (KBS) - 장 자크
- 미래전사 런딤 (MBC) - 강두타
- 비스트워즈 (VIDEO) - 옵티머스
- 컴퓨터용사 가디언 (KBS) - 팩스 모뎀
- 우주의 왕자 히맨 (KBS) - 히맨
- 오린의 대모험 (SBS) - 오린
- 도전자 허리케인 (MBC) - 허리케인 조
- 지옥의 외인부대 (KBS) - 신기호 / 록키
- 디어 브라더 (투니버스) - 현민
- 기신병단 (투니버스) - 한스
- 자이언트 로보 (투니버스) - 해설 / 대종 / 세르반테스 / 유귀
- 명탐정 코난 (투니버스) - 민정현
- 독수리 5형제 (KBS)
- 헬로 카봇 스타가디언 (SBS) - 파이어스타
- 포켓몬스터 (재능TV) - 포켓몬 도감

### 애니메이션 영화
- 백조공주 - 데릭 왕자
- 101마리 강아지 1/2 - 로저
- 생쥐 구조대 - 버나드
- 코디와 생쥐 구조대 - 버나드
- 레이디와 트램프 - 트램프
- 로빈 후드 - 로빈 후드
- 브라더 베어 - 디나히

### 영화
데이비드 듀코브니 역(役)
- 엑스파일: 미래와의 전쟁 (KBS) - 멀더
- 트윈픽스 (KBS) - 드니스 / 제임스 헐리 (제임스 마샬)
- 채플린 (KBS) - 영화 제작자
- 에볼루션 (SBS) - 케인

존 트래볼타 역(役)
- 장군의 딸 (MBC) - 폴 브레너
- 시빌 액션 (MBC) - 잰 슐리츠먼
- 페이스 오프 (KBS, SBS) - 숀 아처
- 페노메논 (KBS) - 조지 말리
- 매드 시티 (SBS) - 샘 베일리
- 펄프 픽션 (KBS) - 빈센트 베가
- 배틀필드 (SBS) - 테를
- 디스터번스 (KBS) - 프랭크 모리슨
- 스워드피쉬 (SBS) - 가브리엘 쉐어

앤디 가르시아 역(役)
- 남자가 사랑할 때 (KBS) - 마이클
- 블랙 레인 (SBS) - 찰리
- 오션스 일레븐 (SBS, KBS) - 테리 베네딕트
- 대부3 (SBS) - 빈센트

기타
- 34번가의 기적 (KBS) - 브라이언 베드모트(딜런 맥더못) 역
- 보디 에일리언 (KBS) - 팀(빌리 워스) 역
- 은밀한 거래 (KBS) - 섀넌(크리스토퍼 워컨) 역
- 폭풍탈주 (KBS) - 닉 애덤즈(데이빗 브래들리) 역
- 죽은 시인의 사회 (KBS) - 캐머런(딜런 커스먼) 역
- 네이비 실 (SBS)
- 로보캅 3 (KBS) - 로보캅(로버트 존 버크)
- 못말리는 비행사 (SBS) - 짐 워시아웃 파페바흐(존 크라이어) 역
- 보난자 (SBS) - 아담(퍼넬 로버츠) 역
- 분노의 역류 (KBS) - 브라이언(윌리엄 볼드윈) 역
- 오토매틱 (영화) (KBS)
- 파고 (영화) (KBS)
- 진주 귀걸이를 한 소녀 (KBS) - 베르메르(콜린 퍼스) 역
- 아치와 씨팍 - 부국장 역
- 캣우먼 (SBS) - 톰 론(벤저민 브랫) 역
- 코쿤 (SBS)
- 미녀 삼총사 (SBS) - 에릭 녹스(샘 록웰) 역
- 용가리 (KBS) - 파커(에릭 브라이언트 웰스) 역
- 프렌치 키스 (SBS) - 찰리(티머시 허턴) 역
- 영웅본색 3 (SBS) - 하장청(도키토 사부로) 역
- 줄리아 줄리아 (SBS) - 대니얼 역
- U-571 (SBS) - 타일러(매슈 매코너헤이) 역
- 배트맨 2 (SBS) - 맥스 아들(앤드루 브리니아스키) 역
- 엠파이어 레코드 (KBS) - 조(앤서니 라팔리아) 역
- 사선에서 (KBS) - 앨(딜런 맥더못) 역
- 폭풍의 월요일 (KBS) - 스팅 역
- 굿모닝 베트남 (KBS) - 애버서드(리처드 에드슨) 역
- 신부와 편견 (KBS) - 달씨(마틴 헨더슨) 역
- 미믹 (KBS) - 피터 만(제러미 노덤) 역
- 태양의 제국 (KBS) - 프랭키(조 판톨리아노) 역
- 이브닝 (KBS) - 해리스(패트릭 윌슨) 역
- 묵시록 코드 (KBS) - 루이(벵상 페레) 역
- 그날 하루 (KBS) - 서지(브뤼노 토데쉬니) 역
- 굿바이 만델라 (KBS) - 제임스 그레고리(조지프 파인스) 역
- 탑건 (KBS) - 아이스맨(발 킬머) 역
- 21그램 (KBS) - 폴 리버스(숀 펜) 역
- 헌티드 (KBS) - 에런 할램(베네치오 델 토로) 역
- 시암 선셋 (KBS) - 페리(라이너스 로체) 역
- 해커스 (KBS) - 브램(크리스 멀키) 역
- 게놈 프로젝트 (KBS) - 게이브리얼 역
- 그랑블루 (KBS) - 자크(장마르크 바) 역
- 사이먼비치 (KBS) - 어른 조(짐 캐리) 역
- 더 셀 (KBS) - 노박(빈스 본) 역
- 웨이트 오브 워터 (KBS) - 토머스(숀 펜) 역
- 다이하드 (SBS) - 방송 앵커(데이빗 어신) / 축구 중계 해설 / 특수부대
- 한 여름밤의 미소 (KBS) - 칼 매그너스 맬컴 백작(야를 큘레븐) 역
- 섹슈얼 프렌즈 (KBS) - 조(조앤 어브) 역
- 핀지콘티니가의 정원 (KBS)
- 윈스턴 처칠의 폭풍전야 (KBS) - 위그램(라이너스 로체) 역
- 왕자와 거지 (KBS) - 에드워드(마크 레스터) 역
- 레모 (KBS)
- 댈러웨이 부인 (KBS) - 셉티머스(루퍼트 그레이브스) 역
- 공포의 특급열차 (KBS)
- 호커스 포커스 (KBS)
- 스타쉽 트루퍼스 (KBS) - 함선 선원(패트릭 비숍) / 시스템 음성
- 유혹의 선 (KBS) - 조(윌리엄 볼드윈) 역
- 클리프행어 (KBS) - 에반(맥 페리치) / 수송국 요원(브루스 맥길)
- 러브 스파이 (KBS) - 아르투로(지울리오 바스) 역
- 머나먼 여정 (KBS)
- 바이 바이 러브 (KBS) - 데이브(매슈 모딘) 역
- 특전대 네이비 씰 (SBS) - 커란(마이클 빈) 역
- 캠퍼스 대소동 (SBS)
- 드라큘라 2000 (KBS) - 드라큘라 역
- 엑시스텐즈 (KBS) - 레비(크리스토퍼 에클리스턴) 역
- 터미네이터 (KBS) - 매드 버채넌(릭 로소비치) / 불량배(브라이언 톰슨)
- 로보캅3 (KBS) - 로보캅(로버트 존 버크) 역
- 특종 카메라 (KBS)
- 인조인간 (KBS) - J 269 역
- 남자가 여자를 사랑할 때 (KBS) - 마이클 역
- 워킹 걸 (SBS)
- 이지 라이더 (KBS) - 조지(잭 니컬슨) 역
- 어비스 (SBS) - 커피 대위 (마이클 빈) 역
- 의문의 실종 (KBS) - 찰스 호먼 (존 쉬아) 역
- 사랑과 미움의 교차로 (KBS)
- 내 사랑 신디 (KBS) - 로널드 (패트릭 뎀시) 역
- 빠삐용 (KBS)
- 마농의 샘 (KBS)
- 네모 선장과 여인들 (KBS) - 허버트(마이클 컬런)
- 남편이 어려졌어요 (KBS) - 톰 (펠릭스 에이트너)
- 코난 (KBS)
- 헌티드 (KBS) - 애론 할램 (베니치오 델 토로)
- 에일리언2 (SBS) - 고먼 (윌리엄 호프)
- 로마의 휴일 (1988년 더빙판/KBS)
- 늑대와 춤을 (KBS) - 머리 속에 부는 바람 (로드니 A. 그랜트)
- JFK (KBS) - 오스왈드(게리 올드만) / FBI 조사관(론 잭슨)
- 내 사랑 신디(KBS) - 로널드(패트릭 뎀시)
- 오명(KBS) - 조셉(알렉스 미노티스) / 로스너(피터 폰 제르넥)
- 우정 (KBS) - 프랑스 해군 중위(조지스 리너벤트)
- 에딘버러시의 영웅(KBS) - 윌리엄(로스 포드)
- 스미스씨 워싱턴에 가다(KBS) - 의원(스탠리 앤드류스)
- 슈퍼맨 4: 최강의 적 (KBS) - 지미(마크 매클루어)
- 천국의 열쇠 - 장교(리처드 루) / 프란시스의 삼촌(J. 안소니 휴스)
- 올리버 트위스트 (KBS) - 나레이션
- 도리언 그레이의 허상 (KBS) - 스튜어트(조셉 바텀스)
- 비각칠 2 (SBS) - 당발(견자단)
- 제니의 초상 (KBS) - 경찰(존 패럴) / 나레이션
- 39계단 (KBS) - 형사(존 턴불)
- 잰디의 신부 (KBS) - 잰디의 동생(샘 바톰즈)
- 특공대작전 (KBS) - 핑클리(도널드 서덜랜드)
- 행복했던 여자(KBS)

### 외화시리즈
- X파일 (KBS) - 멀더(데이비드 듀코브니)
- 블라인드 저스티스 (KBS) - 던바(론 엘다드)
- 토탈리콜 2070 (경인방송)
- 슈퍼소년 앤드류 (KBS)
- 스티븐 킹의 킹덤 (KBS) - 후크(앤드루 매카시)
- 스캔들 (KBS) - 그랜트(토니 골드윈)
- 트윈 픽스 (KBS) - 제일스 헐리(제임스 마샬) / 드니스(데이비드 듀코브니)

### TV 광고
- 오리온 초코칩쿠키
- 라이온코리아 (베스트리빙G) (정애리와 공동 출연) <그런 세제 있으면 설거지는 내가 하겠다>
- 아이폰3G (애플)
- 오천콜 대리운전
- 건전비디오 - 푸른 꽃
- 참존화장품
- 현대자동차 (그랜저,에쿠스)
- 한국 GM (라세티,토스카,알페온)
- 노키아
- 현대오토넷 (폰터스)
- 쌍용자동차 (렉스턴,뉴렉스턴,렉스턴2,액티언 스포츠,체어맨)
- 크라이슬러 300C (다임러 크라이슬러 코리아)
- 현대카드M
- 현대캐피탈 (오토리스 오토할부)
- 아모레퍼시픽 (쉬크 엑스트림3)
- 포드  (파이브 헌드레드)
- 삼성화재 (삼성애니카)
- 혼다 (어코드)
- KB매직카 (KB손해보험)
- 다음 다이렉트원 (에르고다음손해보험)
- 한화손해보험
- 마에스타
- 코업레지던스 (코업주식회사)
- 성원건설 (성원 상떼빌)
- 경남기업 (경남 아너스빌])
- 명지 엘펜하임 (명지대학교 건설사업부)
- 신영 지웰 (신영주식회사)
- 서울우유
- 한국야쿠르트 (야쿠르트에이스,쿠퍼스)
- 롯데 플러스 마이너스/롯데 게토레이 (롯데칠성음료)
- 시세이도코리아
- 코리아나 화장품
- 로레알코리아
- 스피드011 (SK텔레콤)
- 스카이 (팬택)
- 굿타임 찬스 (KT)
- 뱅크온/랄랄라요금 프로젝트 (LG유플러스)
- 넥센타이어
- 한남대학교
- 대경대학
- 국민연금 (국민연금공단)
- 신한금융그룹 (신한금융네트워크)
- 현대증권
- 신흥증권
- 하나포스 (하나로텔레콤)
- 드림시스/루온 (TG삼보컴퓨터)
- 한국휴렛팩커드
- 씨지브이 (CJCGV)
- 시네마 서비스 (범죄의 재구성)
- 브라운 스톤 (이수건설)
- 남양유업 (불가리스프라임)
- 웅진씽크빅 (씽크빅)
- 썬데이 서울
- 대웅제약 (게므론)
- 신한은행
- 상호저축은행
- 웰컴저축은행
- 이트레이드 증권
- IBK 기업은행
- BMW <BMW 인증 중고차>
- 한국지엠 - 대우 토스카 (한국GM) <파워가 다르면 부드러움이 된다>
- 엑스피드 (LG유플러스) <지금 필요한 건 뭐? 스피드>
- 닌텐도DS리듬세상 (한국닌텐도)
- 테이스터스 초이스 수프리모 (롯데네슬레코리아)
- 현대캐피탈
- 에이스침대
- 센트룸
- 하이모
- 신한은행
- 청하 (롯데칠성음료)
- 맥심 (동서식품)
- 하나대투증권
- KT
- HSBC
- 대덕테크노밸리
- 두산인프라코어
- 한화생명
- 금강제화
- KGB
- 미래에셋생명 (변액유니버셜보험)
- 에어셀 (롯데제과)
- 클라쎄 (위니아대우)
- 루온 (TG삼보컴퓨터)
- 클리베 (코웨이)
- 오스템임플란트
- 하이닉스반도체
- 태백설악리조트
- 매일유업 - 도마슈노
- 에스원
- 농림수산식품부
- 코렐라인
- 범죄와의 전쟁 나쁜놈들 전성시대
- 한국건설 - 아델리움
- 리젠성형외과
- 대동주택 - 다숲
- 기아자동차 - 뉴 쏘렌토R
- KGC인삼공사 정관장
- 부산우유
- LG전자 (싸이언)
- 한국야쿠르트 (쿠퍼스) 프리미엄
- 금호타이어
- 후퍼옵틱
- KCC
- B티비 스마트 (SK broadband)
- JB 전북은행 JB다이렉트
- 동화약품 잇치
- 경동나비엔
- 팔도 - 팔도 짜장면,팔도 불짬뽕
- 볼보
- 비트로
- 헨켈홈케어코리아 (컴배트프로)
- KT스카이라이프 UHD TV
- 한국P&G - 페브리즈 차량용
- 버거킹 - 트리플 콰트로 머쉬룸 와퍼

### 전담 배우
- 데이비드 듀코브니
- 존 트라볼타
- 앤디 가르시아
- 딜런 맥더모트

### 예고
- 대한민국VS가나 (KBS)
- 영재발굴단 (SBS)

### 게임
- 메크워리어 4: 분노의 복수 - 이안 드레세리
- 엠파이어 어스 - 나레이터
- 삐뽀사루 겟츄3 - 솔리드 스네이크
- 레인보우 식스 - 테이크 다운 - 남성 대원
- 안젤리크 스페셜 - 불꽃의 수호성 오스카
- League of Legend - 보석기사 타릭
- 던전 앤 파이터 - 피터 더 파이퍼
- 엘더 스크롤 4: 오블리비언
- 폴아웃 3
- 메트로 2033 (비디오 게임) - 부르봉